# Brian Gardiner
Pour les articles homonymes, voir Gardiner.
Brian George Gardiner, Brian G. Gardiner
Brian George Gardiner PPFLS (né le 30 octobre 1934 et mort le 21 janvier 2021 ) est un  paléontologue et zoologiste britannique, spécialiste de l'étude des poissons fossiles (paléoichtiologie).

## Biographie
Brian Gardiner naît dans le Gloucestershire le 30 octobre 1934.
Il est nommé assistant de paléontologie au Queen Elizabeth College en 1958, puis professeur de paléontologie au département de biologie du même établissement. En 1963, il est détaché à l'université de l'Alberta, à Edmonton.
Il est président de la Linnean Society of London de 1994 à 1997 puis membre honorifique de la même société.  Il est conseiller en paléontologie au Natural History Museum de Londres.
Ses recherches portent sur l'anatomie, la taxonomie et l'évolution des poissons, en particulier des actinoptérygiens, dont les paléoniscidés du Dévonien. Il a notamment décrit sept nouveaux genres et espèces de poissons paléoniscidés originaires du Witteberg en Afrique du Sud.
Gardiner a également enquêté sur la célèbre contrefaçon paléontologique de Homme de Piltdown.

## Hommages
Un genre de poissons paléoniscoïdes du Permien inférieur, Gardinerpiscis, a été nommé en son honneur.

## Publications
- Catalogue of Canadian fossil fishes, University of Toronto Press, 1966.
- New palaeoniscoid fish from the Witteberg series of South Africa, Zoological Journal of the Linnean Society, Volume 48, no 4 November 1969, p. 423–452
- Tetrapod classification, Zoological Journal of the Linnean Society 74, 207-32, 1982.
- Devonian Palaeoniscid Fishes: New Specimens of Mimia and Moythomasia from the Upper Devonian of Western Australia, University of California Press, 1984.
- The relationship of placoderms, Journal of Vertebrate Paleontology, 4: 379-395, 1984 DOI  10.1080/02724634.1984.10012017
- Eubrachythoracid arthrodires from Gogo, Western Australia, Zoological Journal of the Linnean Society, 112: 443-477, 1994 DOI 10.1006/zjls.1994.1053